# 三家和真
三家 和真（みけ かずま、1993年8月13日 - ）は、和歌山県和歌山市出身の元プロ野球選手（内野手・外野手）。右投両打。
2012年に育成選手としてNPBの広島東洋カープへ入団した後に、2014年から2016年までベースボール・チャレンジ・リーグ（BCリーグ）2球団でプレー。2017年に支配下登録選手として千葉ロッテマリーンズでNPBへの復帰を果たすと、2020年まで現役生活を続けた。

## 経歴

### プロ入り前
和歌山市立和歌山高等学校1年時からレギュラーに定着したが、2年時の夏に選手権和歌山大会の準決勝で敗退。3年時の夏には、和歌山大会決勝で智辯和歌山高校に1-7で敗れたものの、三家自身は6回にチーム唯一の打点を記録した。しかし、在学中には春夏とも、阪神甲子園球場での全国大会に出場できなかった。
2011年プロ野球育成ドラフト会議で、広島東洋カープから4巡目で指名。育成選手として入団した。背番号は130。

### 広島時代
2012年には、主に体力作りへ専念。夏場以降は、実戦を経験する機会が増えた。ウエスタン・リーグ公式戦には、7試合の出場で打率.286（7打数2安打）をマーク。しかし、秋に膝を故障した。
2013年には、春季キャンプへ帯同せず、前述の故障箇所のリハビリに専念。ウエスタン・リーグ公式戦5試合に出場しただけで、10月1日に球団から戦力外通告を受けた、10月31日に、NPBから自由契約選手として公示。

### BCリーグ時代
NPB他球団での現役続行を希望していたため、広島退団後の2013年11月には、12球団合同トライアウトへ2度にわたって参加。しかし、他球団から獲得のオファーを受けるまでには至らなかった。そのため、一時はアルバイトとしてゲーム関連の会社に勤務していた。三家が後に述懐したところによれば、この体験で「お金を大事に使う難しさが分かった」という。
2014年には、3月1日にBCリーグの合同トライアウトへ参加。同日開催のドラフト会議で信濃グランセローズから1巡目で指名されたことから、外野手として入団した。リーグ戦には52試合へ出場。主に守備要員や代走で起用されたが、10月15日付で退団した。
2015年には、5月1日に、BCリーグの石川ミリオンスターズへ内野手として入団。リーグ戦63試合に出場するとともに、打率.219、26打点、リーグ最多の55四球を記録した。
2016年には、前年に続いて石川へ所属する一方で、登録ポジションを外野手に変更。リーグ戦69試合に出場すると、打率.248、5本塁打、26打点を記録した。シーズン終了後の11月15日から17日までは、柴田講平（前阪神タイガース外野手）・猪本健太郎（前福岡ソフトバンクホークス内野手）と共に、千葉ロッテマリーンズ秋季キャンプの入団テストに参加。11月16日の紅白戦では、チェン・グァンユウなどの左投手を相手に2打数2安打1打点という成績を残したほか、満塁で迎えた打席ではポール際へ特大のファールも放った（当時の一軍監督・伊東勤監督曰く「認定本塁打」）。

### ロッテ時代
2016年12月2日に、ロッテが上記3選手の入団テスト合格を発表。三家自身は、12月12日に支配下登録選手としての契約を結んだことによって、外野手として4年振りのNPB復帰を果たした。背番号は、自身と同じ日本国内の独立リーグ（四国アイランドリーグ）経験者で、この年のパシフィック・リーグ首位打者だった角中勝也が入団以来着用してきた61。
2017年には、公式戦の開幕を二軍でスタート。イースタン・リーグの公式戦では、開幕から40試合に出場した時点で、リーグ2位の打率.325を記録するほど好調だった。5月21日に、NPB実働3年目で初めての出場選手登録。5月23日の対福岡ソフトバンクホークス戦（福岡ヤフオク!ドーム）9回表に、代打で一軍公式戦へのデビューを果たした。結果は三塁ゴロであったが、一塁ヘッドスライディングをするなど気迫を見せた。5月28日の対オリックス・バファローズ戦（ZOZOマリンスタジアム）では「2番・中堅手」としてスタメンに初めて起用されたが、同月31日に出場選手登録を抹消。一軍公式戦全体では4試合に出場しただけで、初安打には至らなかった。イースタン・リーグ公式戦では、チームで最も多い107試合の出場で最終規定打席へ到達するとともに、リーグ9位の打率.262をマーク。
2018年には、前年に続いて、イースタン・リーグの最終規定打席に到達。チームトップとなる111試合の出場で、4本塁打、リーグ5位の打率.272を記録したが、一軍公式戦への出場機会はなかった。オフに内川聖一、鈴木誠也、上林誠知から打撃指導を受け、翌シーズンの打撃向上に繋がった。
2019年には、6月21日の対東京ヤクルトスワローズ戦（神宮球場）で、2年振りに一軍公式戦へ登場。7月3日の対オリックス戦（京セラドーム大阪）7回裏から左翼手として出場すると、9回表に巡ってきた打席で、左投手の山田修義から右打席で一軍公式戦初安打となる二塁打を放った。シーズン2打席目、NPB実働5年目、プロ野球選手生活8年目での初安打であった。7月21日の対北海道日本ハムファイターズ戦（札幌ドーム）で、左投手の堀瑞輝から右打席で一軍公式戦初本塁打を放った。一軍公式戦全体では、代打や守備固めを中心に25試合へ出場。打率.286を記録した。
2020年には、イースタン・リーグ公式戦64試合の出場で、2本塁打、打率.231をマーク。レギュラーシーズン終盤の10月7日には、チームメイトの岩下大輝が一軍での遠征中に新型コロナウイルスへ感染したことを背景に、一軍へ昇格した。自身と同じ外野手の岡大海が保健所から岩下との濃厚接触者に認定されたことに伴って、NPBが定める「新型コロナウイルス感染拡大防止特例2020」の代替指名選手として昇格したが、昇格後は一軍公式戦へ出場しないまま10月12日に登録を抹消。その後も一軍への復帰には至らず、シーズン最終盤の11月6日に球団から戦力外通告を受けた。12月2日付で、NPBから自由契約選手として公示。同月26日に、球団を通じて現役引退を発表した。

### 現役引退後
2021年からは、千葉ロッテマリーンズのスカウトとして活動する。

## 選手としての特徴・人物
50m走6秒0、遠投110mの俊足・強肩のスイッチヒッター。他の選手のバッティングフォームの真似が得意。守備位置は主に外野だが、BCリーグ時代やロッテの二軍ではセカンドやショートを守ることもあった。
元々は右打ちであるが、高校2年時の10月頃に体育の授業でソフトボールをした際、左打ちのスイングをしているところを見た監督にスイッチヒッター転向を勧められた。一部雑誌等でスイッチヒッターになったのは中学時代とされることもあるが、当時は練習時に遊び感覚で左で打つことがあった程度で、試合で実際に行ったことはないと本人が否定している。
愛称は「マイク」。これは、名字の三家をローマ字にした「Mike」がマイクとも読めることから。
好きな食べ物は生姜焼き、嫌いな食べ物はプリン。

## 詳細情報

### 年度別打撃成績
| 年 度     | 球 団     | 試 合 | 打 席 | 打 数 | 得 点 | 安 打 | 二 塁 打 | 三 塁 打 | 本 塁 打 | 塁 打 | 打 点 | 盗 塁 | 盗 塁 死 | 犠 打 | 犠 飛 | 四 球 | 敬 遠 | 死 球 | 三 振 | 併 殺 打 | 打 率 | 出 塁 率 | 長 打 率 | O P S |
| --------- | --------- | ----- | ----- | ----- | ----- | ----- | -------- | -------- | -------- | ----- | ----- | ----- | -------- | ----- | ----- | ----- | ----- | ----- | ----- | -------- | ----- | -------- | -------- | ----- |
| 2017      | ロッテ    | 4     | 5     | 5     | 0     | 0     | 0        | 0        | 0        | 0     | 0     | 0     | 0        | 0     | 0     | 0     | 0     | 0     | 1     | 0        | .000  | .000     | .000     | .000  |
| 2019      | ロッテ    | 25    | 22    | 21    | 3     | 6     | 1        | 1        | 1        | 12    | 5     | 0     | 0        | 0     | 0     | 1     | 0     | 0     | 8     | 0        | .286  | .318     | .571     | .890  |
| 通算：2年 | 通算：2年 | 29    | 27    | 26    | 3     | 6     | 1        | 1        | 1        | 12    | 5     | 0     | 0        | 0     | 0     | 1     | 0     | 0     | 9     | 0        | .231  | .259     | .462     | .721  |

### 年度別守備成績
| 年 度 | 球 団  | 一塁  | 一塁  | 一塁  | 一塁  | 一塁  | 一塁     | 外野  | 外野  | 外野  | 外野  | 外野  | 外野     |
| 年 度 | 球 団  | 試 合 | 刺 殺 | 補 殺 | 失 策 | 併 殺 | 守 備 率 | 試 合 | 刺 殺 | 補 殺 | 失 策 | 併 殺 | 守 備 率 |
| ----- | ------ | ----- | ----- | ----- | ----- | ----- | -------- | ----- | ----- | ----- | ----- | ----- | -------- |
| 2017  | ロッテ | -     | -     | -     | -     | -     | -        | 2     | 2     | 0     | 0     | 0     | 1.000    |
| 2019  | ロッテ | 1     | 1     | 0     | 0     | 0     | 1.000    | 11    | 3     | 0     | 0     | 0     | 1.000    |
| 通算  | 通算   | 1     | 1     | 0     | 0     | 0     | 1.000    | 13    | 5     | 0     | 0     | 0     | 1.000    |

### 記録

#### NPB
初記録
- 初出場：2017年5月23日、対福岡ソフトバンクホークス10回戦（福岡 ヤフオク!ドーム）、9回表に清田育宏の代打で出場
- 初打席：同上、9回表に石川柊太から三塁ゴロ
- 初先発出場：2017年5月28日、対オリックス・バファローズ8回戦（ZOZOマリンスタジアム）、2番・中堅手で先発出場
- 初安打：2019年7月3日、対オリックス・バファローズ11回戦（京セラドーム大阪）、9回表に山田修義から左越二塁打
- 初本塁打・初打点：2019年7月21日、対北海道日本ハムファイターズ17回戦（札幌ドーム）、1回表に堀瑞輝から左越3ラン

### 独立リーグでの打撃成績
| 年 度    | 球 団    | 試 合 | 打 数 | 得 点 | 安 打 | 二 塁 打 | 三 塁 打 | 本 塁 打 | 打 点 | 三 振 | 四 球 | 死 球 | 犠 打 | 犠 飛 | 盗 塁 | 失 策 | 併 殺 打 | 打 率 | 出 塁 率 | 長 打 率 | O P S |
| -------- | -------- | ----- | ----- | ----- | ----- | -------- | -------- | -------- | ----- | ----- | ----- | ----- | ----- | ----- | ----- | ----- | -------- | ----- | -------- | -------- | ----- |
| 2014     | 信濃     | 52    | 24    | 6     | 2     | 0        | 0        | 0        | 2     | 9     | 4     | 1     | 0     | 4     | 1     | 0     | 1        | .083  | .233     | .083     | .316  |
| 2015     | 石川     | 63    | 224   | 40    | 49    | 5        | 2        | 0        | 26    | 41    | 55    | 2     | 3     | 3     | 20    | 14    | 1        | .219  | .373     | .290     | .663  |
| 2016     | 石川     | 69    | 274   | 47    | 68    | 10       | 3        | 5        | 26    | 64    | 26    | 3     | 7     | 0     | 15    | 3     | 4        | .248  | .320     | .361     | .681  |
| 通算:3年 | 通算:3年 | 184   | 522   | 93    | 119   | 15       | 5        | 5        | 54    | 114   | 85    | 6     | 10    | 7     | 36    | 17    | 6        | .228  | .339     | .305     | .644  |

### 登場曲
- 「ずっと!!」BES（2017年 - ）

### 背番号
- 130（2012年 - 2013年）
- 87（2014年）
- 25（2015年 - 2016年）
- 61（2017年 - 2020年）